# شارژ توربو (پیش‌درآمد برای ۲ سریع و ۲ خشمگین)
شارژ توربو (به انگلیسی: The Turbo Charged) مقدمه ای برای فیلم سینمایی ۲ سریع و ۲ خشمگین، یک فیلم کوتاه آمریکایی در سال ۲۰۰۳ به کارگردانی فیلیپ اَتوِل است که توسط کریس پالادینو تهیه شده و توسط کیت دینیلی به نگارش درآمده است. این نخستین فیلم کوتاه در مجموعه سریع و خشن است و پل واکر در آن بازی می‌کند. این ادامه فیلم سریع و خشمگین (فیلم ۲۰۰۱) است و جزئیات مربوط به وقایع قبل از ۲ سریع و ۲ خشمگین (فیلم ۲۰۰۳) را شرح می‌دهد؛ جایی که برایان اوکانر، مأمور سابق اف‌بی‌آی، از لس آنجلس فرار می‌کند و سر از میامی درمی‌آورد.
شارژ توربو در ۳ ژوئن ۲۰۰۳ رونمایی و در تعداد محدودی از نسخه‌های خانگی سریع و خشمگین ۱ گنجانده شد. همچنین همزمان با اکران عمومی ۲ سریع و ۲ خشمگین در سینما، این فیلم در گزیده‌ای از سالن‌ها به نمایش درآمد.